# Ếch nhẽo đốm
Ếch nhẽo đốm (danh pháp: Limnonectes splendissimus) là loài ếch nhẽo trong họ Dicroglossidae được công bố vào tháng 1 năm 2025 bởi nhóm tác giả Lê Văn Mạnh, Nguyễn Thành Luân, Robert W. Murphy, Trần Thị Tuyết Dung, Nguyễn Ngọc Sang, Jing Che. Tên tiếng Việt ếch nhẽo đốm được đặt theo đặc trưng ở các cá thể nonː hoa văn sặc sỡ với các đốm đen trắng bao phủ cả mặt họng và phần trước ngực, phần mặt bụng còn lại là màu vàng cam.

## Phân bố
Mẫu vật được nghiên cứu ở núi Langbiang, Lâm Đồng. Phân bố rộng ở cao nguyên Lâm Viên và vùng phụ cận.